# دردار دبق
دردار دبق (الاسم العلمي: Ulmus viscosa) هو نوع نباتي يتبع جنس الدردار من فصيلة الدردارية.